# بطولة العالم للجمباز الفني

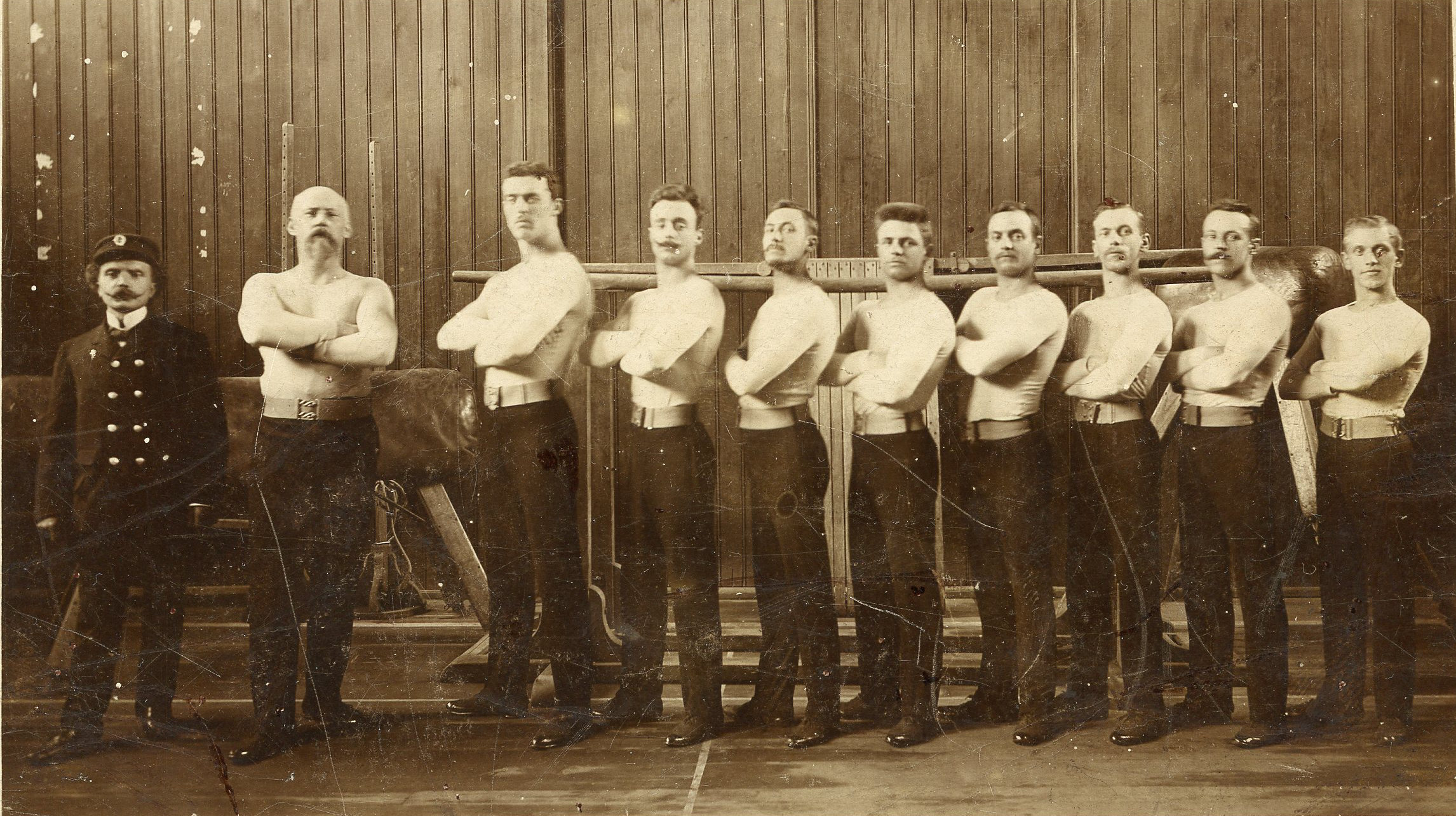

بطولة العالم للجمباز الفني هي منافسة دولية للجمباز الفني ويتم ادارتها من قبل الاتحاد الدولي للجمباز، تم اقامة أول بطولة في سنة 1903 في أنتويرب في بلجيكا ومنذ سنة 1991 أصبحت تقام سنوياً بشكل دوري.